# Linea 11 (metropolitana di Barcellona)
La linea 11 della metropolitana di Barcellona è una linea in sotterranea che serve cinque quartieri dei comuni di Barcellona e Montcada i Reixac. La linea è di tipo metropolitana leggera a guida automatica ed è stata realizzata all'inizio degli anni 2000 come prolungamento della linea 4 fino alla stazione di Trinitat Nova.
La linea, lunga 2,1 km e con cinque stazioni, fu progettata per coprire alcuni quartieri fino ad allora mal collegati e venne aperta al pubblico nel 2003 tra i capolinea di Trinitat Nova e Can Cuiàs nell'omonimo quartiere di Montcada i Reixac. Come avvenuto per la linea L2 e per le successive linee L9 e L10, fu realizzata fin dall'inizio già adeguata per l'accessibilità da parte di persone a mobilità ridotta e non vedenti.

## Caratteristiche generali
| Unknown route-map component "utCONTg" |

| Urban tunnel station on track |

| Urban tunnel stop on track |

| Unknown route-map component "utINT" |

| Urban tunnel stop on track |

| Urban End station |

Il servizio è operato dalla società Ferrocarril Metropolità de Barcelona nel contesto del consorzio Transports Metropolitans de Barcelona (TMB). La L11 è una metropolitana leggera e utilizza treni CAF della serie 500 a guida automatica senza conduttori, con convogli composti da due carrozze invece che cinque come nelle altre linee di metropolitana. I treni sono controllati dalla centrale di controllo situata nel quartiere della Sagrera.
Il percorso è sotterraneo e quasi completamente a binario unico, con l'eccezione della stazione di Torre Baró-Vallbona dove i treni nelle due direzioni si incrociano. Durante la realizzazione sono stati tenuti in considerazione alcuni standard della metropolitana ordinaria per non precludere la possibilità di incorporare questa tratta nella linea L4, come ad esempio prevedere gli spazi per allungare le banchine a 400 metri ed evitare pendenze superiori al 4%.
La zona servita dalla linea è caratterizzata da un'orografia complessa e all'altezza della stazione di Ciutat Meridiana sono stati realizzati ascensori inclinati per l'accesso ai diversi punti del quartiere. Le stazioni sono decorate con elementi di dettaglio che identificano le varie fermate.
Durante gli orari di punta circolano 8 treni e nel 2010 la linea ha trasportato 1,1 milioni di passeggeri: si tratta della linea con il minor volume di traffico.
I comuni serviti della linea sono Barcellona e Montcada i Reixac. Nel territorio di Barcellona la linea attraversa i quartieri di Ciutat Meridiana, Trinitat Nova e Torre Baró del distretto di Nou Barris e il quartiere di Can Cuiàs nel comune di Montcada i Reixac.
Delle cinque stazioni, due sono di corrispondenza rispettivamente con la linea L3 e la linea L4 della metropolitana (Trinitat Nova) e con le linee R3, R4 ed R7 delle Cercanías di Barcellona e la linea R12 delle Rodalies de Catalunya (Torre Baró-Vallbona).

## Storia

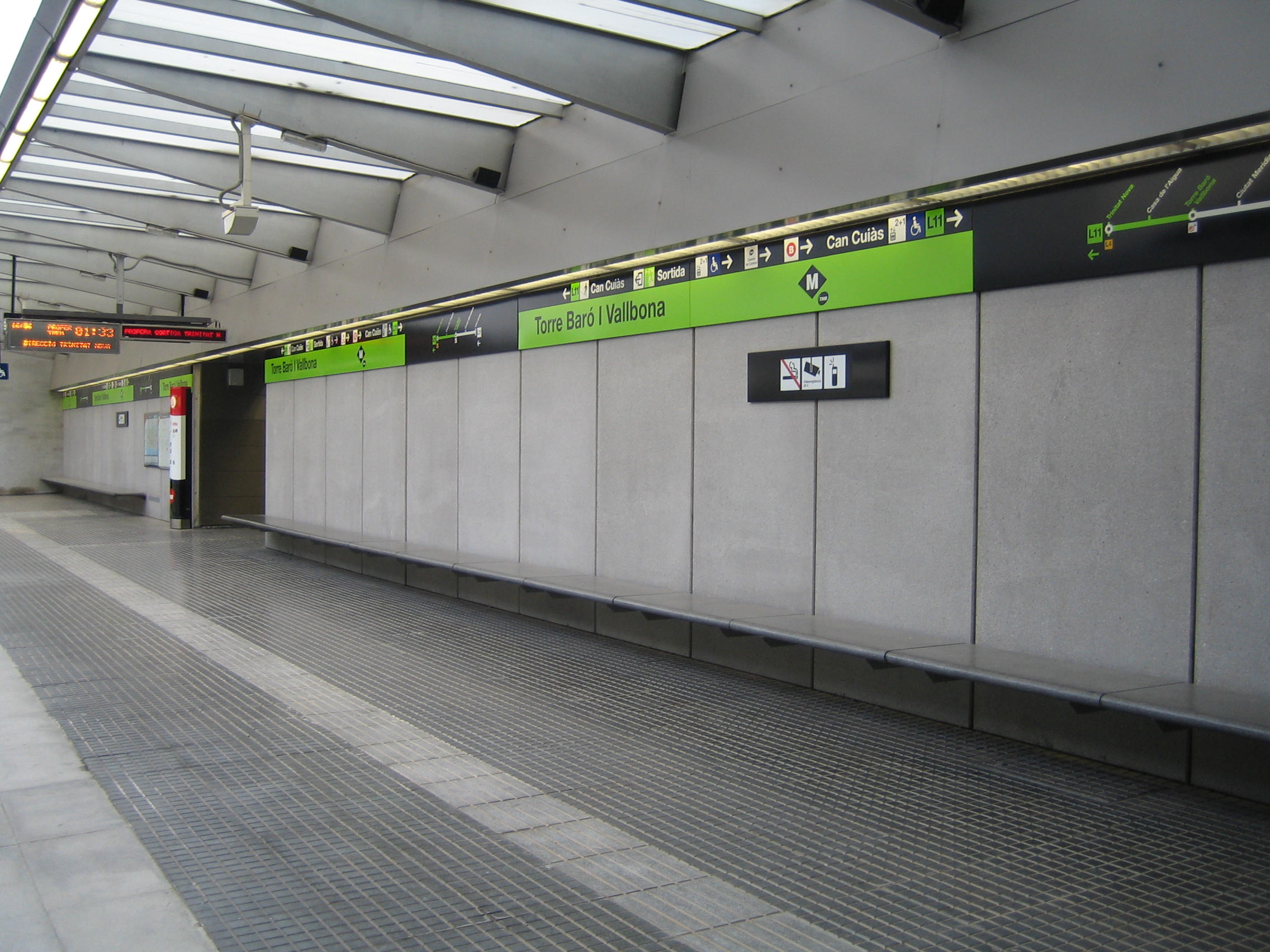
La stazione di Torre Baró-Vallbona.

### Antecedenti
Il Piano delle Metropolitane del 1971 prevedeva già l'arrivo della metropolitana nel quartiere di Ciutat Meridiana tramite un prolungamento della linea L1 dalla stazione di Torras i Bages. Il successivo Piano delle Metropolitane del 1974 modificò i progetti per la linea L1 spostando il capolinea a Santa Coloma e la copertura fino a Ciutat Meridiana fu invece attribuita al prolungamento della linea L3, con un tracciato molto simile a quello definitivo che dal capolinea dell'epoca (Vallcarca) avrebbe raggiunto prima Canyelles, poi Trinitat Nova e infine Ciutat Meridiana.

### La metropolitana leggera
Nel 1995 l'allora presidente della Generalitat de Catalunya Jordi Pujol promise di collegare la zona nord del distretto di Nou Barris con una linea di metropolitana leggera. Nonostante le resistenze iniziali da parte del Comune di Barcellona, che aveva già previsto l'arrivo nella zona di una metropolitana convenzionale per il 2010, alla fine fu concluso l'accordo con la Generalitat per la soluzione basata sulla metropolitana leggera.
Nel 1997 fu istituita l'Autoritat del Transport Metropolità, che riunì in consorzio la Generalitat de Catalunya, il Comune di Barcellona e l'Ente metropolitano dei trasporti; nel primo piano approvato dalla nuova autorità (il Piano direttivo delle infrastrutture 2001-2010) comparve il progetto AX18 che prevedeva la creazione di una linea di metropolitana leggera con cinque stazioni tra Trinitat Nova e Can Cuiàs denominata "L11".

### I lavori e l'apertura
I lavori iniziarono nel 2001, con un costo iniziale previsto di 48 milioni di euro che in seguito divennero 86 milioni; l'investimento fu coperto dalla Generalitat de Catalunya, dal governo spagnolo e dai fondi dell'Unione europea.
Il tunnel fu terminato all'inizio del 2002 e a metà del 2003 i lavori furono completati e iniziarono i viaggi dei treni di prova. La linea fu inaugurata sull'intero tracciato il 16 dicembre 2003 e nel primo anno di esercizio trasportò una media di 2 900 passeggeri al giorno.

### Automazione dei treni

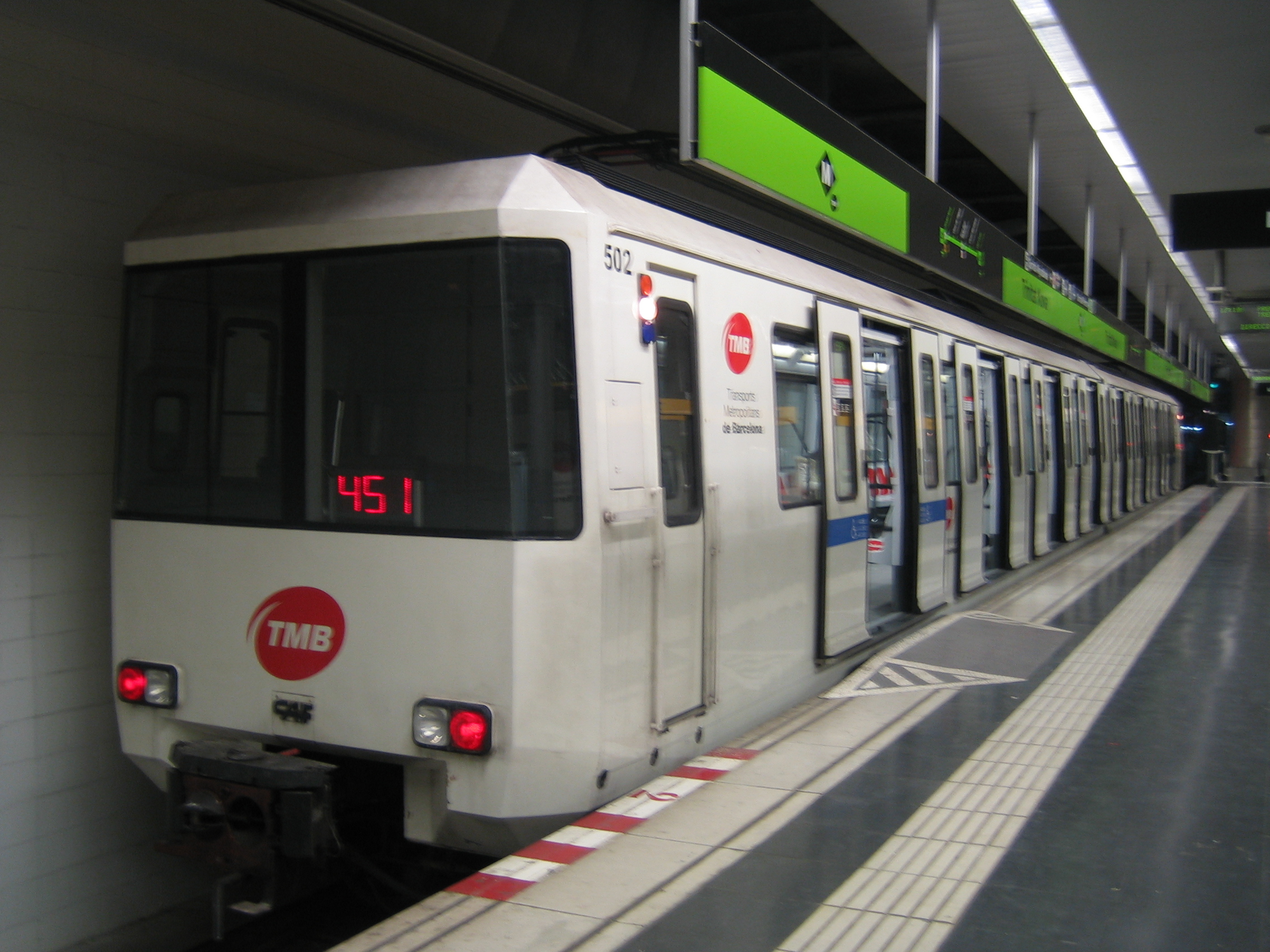
Treno della serie 500 a Trinitat Nova

La linea fu anche la prima linea di metropolitana a guida automatica della rete, pur mantenendo la presenza a bordo del conduttore, avendo in previsione la successiva eliminazione di quest'ultimo anche in funzione di prova per la futura L9.
Il 27 luglio 2009 la linea venne chiusa al pubblico per un mese per consentire l'installazione delle barriere di sicurezza sulle banchine e la copertura di una delle stazioni. L'installazione delle barriere di sicurezza era uno degli ultimi interventi necessari per poter passare a un sistema di guida totalmente automatizzato senza conducente. A partire dal 16 dicembre 2009, dopo l'entrata in servizio della linea L9, tutti i treni della serie 500 della linea circolano in modo completamente automatizzato nella tratta tra Can Cuiàs e Casa de l'Aigua. Nel resto del percorso continua invece il sistema di guida convenzionale, in attesa che venga completato il sistema di sicurezza anti-intrusione, dato che alla stazione di Trinitat Nova non vi sono barriere di protezione poiché le banchine sono condivise coi treni della linea L4.